# Gilmore Girls: A Year in the Life
Gilmore Girls: A Year in the Life é uma minissérie de 4 episódios da Netflix lançada em 2016. É a sequência de Gilmore Girls, uma série de comédia dramática criada por Amy Sherman-Palladino estrelada por Lauren Graham e Alexis Bledel, trasmitida entre 2000 e 2007 pela The WB e The CW.

## Sinopse
Devido a suas frequentes viagens como jornalista, Rory Gilmore (Alexis Bledel) desiste do apartamento dela em favor de ficar na casa de seus amigos em Nova York, Stars Hollow e Londres. Em Londres, Rory permanece com Logan Huntzberger (Matt Czuchry) ao trabalhar em um livro para o excêntrico Naomi Shropshire (Alex Kingston).

## Elenco e personagens

### Principal
- Lauren Graham como Lorelai Gilmore
- Alexis Bledel como Rory Gilmore
- Scott Patterson como Luke Danes
- Kelly Bishop como Emily Gilmore

### Recorrente
- Keiko Agena como Lane Kim
- Edward Herrmann como Richard Gilmore (em flashbacks)
- Yanic Truesdale como Michel Gerard
- Liza Weil como Paris Geller
- Sean Gunn como Kirk Gleason
- Milo Ventimiglia como Jess Mariano
- Matt Czuchry como Logan Huntzberger
- Liz Torres como Miss Patty
- Sally Struthers como Babette Dell
- Michael Winters como Taylor Doose
- Rose Abdoo como  Gypsy/Berta
- Mike Gandolfi como Andrew
- Todd Lowe como Zach Van Gerbig
- John Cabrera como Brian Fuller
- Aris Alvarado como César
- Danny Strong como Doyle McMaster

### Convidado
- Melissa McCarthy como Sookie St. James
- Jared Padalecki como Dean Forester
- Chris Eigeman como Jason Stiles
- David Sutcliffe como Christopher Hayden
- Jackson Douglas como Jackson Belleville
- Emily Kuroda como Mrs. Kim
- Ted Rooney como Morey Dell
- Dakin Matthews como Hanlin Charleston
- Grant Lee Phillips como Grant
- Emily Bergl como Francie Jarvis
- Sebastian Bach como Gil
- Rini Bell como Lulu
- Gregg Henry como Mitchum Huntzberger
- Vanessa Marano como April Nardini
- Alan Loayza como Colin McCrae
- Tanc Sade como Finn
- Nick Holmes como Robert
- Paul Anka como ele mesmo
- Dan Bucatinsky como Jim Nelson
- Julia Goldani Telles como Sandee
- Mae Whitman como Marcy
- Carole King como Sophie
- Christian Borle como Carl
- Louise Goffin como Louise
- Sutton Foster como Violet
- Sam Pancake como Donald
- Jason Ritter como Park Ranger #1
- Peter Krause como Park Ranger #2
- Stacey Oristano como Allie

## Episódios
| N.º geral | N.º na temp. | Título               | Dirigido por          | Escrito por           | Lançamento             | Cód. de produção |
| --------- | ------------ | -------------------- | --------------------- | --------------------- | ---------------------- | ---------------- |
| 154       | 1            | "Winter" "Inverno"   | Amy Sherman-Palladino | Amy Sherman-Palladino | 25 de novembro de 2016 | 4X7701           |
| 155       | 2            | "Spring" "Primavera" | Daniel Palladino      | Daniel Palladino      | 25 de novembro de 2016 | 4X7702           |
| 156       | 3            | "Summer" "Verão"     | Daniel Palladino      | Daniel Palladino      | 25 de novembro de 2016 | 4X7703           |
| 157       | 4            | "Fall" "Outono"      | Amy Sherman-Palladino | Amy Sherman-Palladino | 25 de novembro de 2016 | 4X7704           |

## Recepção
Gilmore Girls: A Year in the Life recebeu comentários geralmente positivos dos críticos. No Rotten Tomatoes a websérie tem um índice de aprovaçãode 88%, com base em 50 avaliações, com uma classificação média de 7,78/10. No consenso crítico do site diz: "Gilmore Girls: A Year in the Life oferece um renascimento fiel e bem-sucedido da série peculiar, doce e amada por fãs que caíram no amor mais de uma década atrás. No Metacritic, tem 75 dos 100 pontos, com base em 28 críticos, indicando "opiniões geralmente favoráveis".